# Румен Родопски
Румен Родопски е български изпълнител на родопски народни песни и на авторски песни в традиционен родопски стил.

## Биография
Румен Родопски е роден на 9 септември 1943 г. в махалата Треве на село Лъджа (днес Баните), Смолянско, в многолюдно семейство. При масово изселване на населението от района поради беднотия семейството му се преселва в карловското село Христо Даново, когато той е 16-годишен. Раздялата с родния край е трудна и през целия си живот той определя себе си като родопчанин, като по-късно приема фамилията Родопски.
От родното си място носи със себе си тетрадка с 40 − 50 родопски песни. Научава много автентични родопски песни от XVIII век от баба си. Навремето мъжете изпълнявали тези песни когато се завръщали в селото си след приключване на сезонната лятна работа, като по този начин известявали на своите жени, че се прибират у дома.
Пее постоянно като самодеец и качествата му са забелязани. Получава награда от събора на Агликина поляна за изпълнение на хайдушка песен през 1968 г., а на на националния събор на народното творчество в Копривщица през 1976 г. изпълнява получава златен медал и диплом; тогава решава да поеме по певческия път. Отличен е на различни фолклорни събития.
През 1967 г. Румен Родопски заедно с братята и сестрите си създава оркестър „Родопски извори“. Изнася концерти в Съветския съюз (1978), Португалия и Испания, където е на турне с Караджовската тройка и Татяна Събинска (1979), Израел и ОАЕ (1989) заедно с група „Балкана“). В Англия и Шотландия, които посещава през 1987 г. с Трио „Българка“, Костадин Варимезов и Огнян Василев, е издадена плоча с техни изпълнения и са направени записи в Би Би Си и Лондонската телевизия.
В САЩ през 90-те години на XX век преподава известно време уроци по родопски фолклор в местния университет, като уроците му са практически и с преводач. Обявен е за почетен гражданин на Сиатъл, а 17 януари за празник на българския фолклор. През есента на 1996 г. заедно с група „Балкански гласове“ прави турне в САЩ, където за 3 месеца изнася концерти в почти всеки щат.
Записал е над 240 песни, има пет албума на грамофонни плочи, касети и дискове, пял е в много държави. Сред най-известните му песни са „Юначе лудо и младо“, „Мари моме, малка моме“, „Стано мари“, „Заради тебе, девойко“, „Гълъб хворка“ и др.
През 2006 г. името на Румен Родопски се нарежда до тези на Валя Балканска и Стефка Съботинова при допитването на БНТ за великите българи.

## Отличия
- Носител е на държавния орден „Св. св. Кирил и Методий“.[3]
- След престой в Сиатъл е обявен за почетен гражданин на града.[3]

- През май 2006 г. е обявен за почетен гражданин на смолянската община Баните по случай 35-годишната му творческа дейност и неговата „Песен за Баните“ от репертоара му с оркестър „Родопски извори“.[4]